# Ditiano
Un ditiano es un compuesto heterocíclico compuesto de una estructura central de ciclohexano en la que dos puentes de metileno (-CH2- unidades) son reemplazadas por centros de azufre. Los tres heterociclos parentales isoméricos son 1,2-ditiano, 1,3-ditiano y 1,4-ditiano.

## 1,3-Ditianos
Los 1,3-ditianos son grupos protectores de algunos compuestos que contienen carbonilo debido a su inercia en muchas condiciones. Se forman por tratamiento del compuesto de carbonilo con 1,3-propanoditiol en condiciones que eliminan el agua del sistema. El grupo protector se puede eliminar con reactivos mercúricos, un proceso que explota la alta afinidad de Hg (II) por los tiolatos. Los 1,3-ditianos también se emplean en reacciones de crecimiento, como la reacción de Corey-Seebach:
Típicamente, en síntesis orgánica, las cetonas y los aldehídos están protegidos como su dioxolanos en vez de ditianos.